# Skrabské
Skrabské es un municipio del distrito de Vranov nad Topľou, en la región de Prešov, Eslovaquia. Tiene una población estimada, a fines del año 2020, de 780 habitantes.
Está ubicada en el centro-sur de la región, cerca del río Topľa (cuenca hidrográfica del río Tisza) y de la frontera con la región de Košice.

## Demografía
| Año        | 1994 | 2004     | 2014    | 2024    |
| ---------- | ---- | -------- | ------- | ------- |
| Población  | 638  | 733      | 786     | 773     |
| Diferencia |      | +14,89 % | +7,23 % | −1,65 % |

| Año        | 2023 | 2024    |
| ---------- | ---- | ------- |
| Población  | 756  | 773     |
| Diferencia |      | +2,24 % |